# Ligne CFR 500
La ligne CFR 500 est une ligne ferroviaire de Roumanie qui relie Bucarest à Vicșani.

## Caractéristiques
Elle est intégrée à un réseau de quatorze lignes secondaires.
- 501 Adjud - Comănești - Ghimeș-Făget - Siculeni (150 km)
- 502 Suceava - Vama - Floreni - Ilva Mică (191 km)
- 504 Buzău - Nehoiaşu (73 km)
- 507 Mărășești - Panciu (18 km)
- 509 Bacău - Piatra Neamţ - Bicaz (86 km)
- 510 Dolhasca - Fălticeni (26 km)
- 511 Verești - Botoşani (44 km)
- 512 Leorda - Dorohoi (22 km)
- 513 Suceava - Gura Humorului (45 km)
- 514 Vama - Moldovița (20 km)
- 515 Dornești - Gura Putnei - Putna - Nisipitu (59 km)
- 516 Floreni - Dornişoara (22 km)
- 517 Paşcani - Târgu Neamț (31 km)
- 518 Dornești - Siret (16 km)

## Exploitation
Le service voyageurs est assuré entre Bucarest et Suceava par des Intercity 551 Mihai Eminescu avec des unités Class 40, Class 45 et Class 47 et des Intercity 553 Stefan cel Mare avec des unités Class 40, Class 45 et Class 47.